# Nuoto in acque libere ai campionati mondiali di nuoto 2011 - 25 km femminili
La gara dei 25 km in acque libere femminile ai campionati mondiali di nuoto 2011 si è svolta la mattina del 23 luglio 2011 nel mare di fronte a Jinshan City Beach, la spiaggia del distretto di Jinshan, di Shanghai, in Cina, e vi hanno partecipato 21 atlete.

## Medaglie
| Posizione | Atleta            | Paese    |
| --------- | ----------------- | -------- |
| Oro       | Ana Marcela Cunha | Brasile  |
| Argento   | Angela Maurer     | Germania |
| Bronzo    | Alice Franco      | Italia   |

## Risultati
| Pos. | Atleta                         | Nazionalità | Tempo       |
| ---- | ------------------------------ | ----------- | ----------- |
|      | Ana Marcelo Cunha              | Brasile     | 5:29:22.9   |
|      | Angela Maurer                  | Germania    | 5:29:25.0   |
|      | Alice Franco                   | Italia      | 5:29:30.8   |
| 4    | Olga Beresnyeva                | Ucraina     | 5:29:35.6   |
| 5    | Martina Grimaldi               | Italia      | 5:29:36.2   |
| 6    | Anna Uvarova                   | Russia      | 5:29:38.9   |
| 7    | Celia Barrot                   | Francia     | 5:29:40.8   |
| 8    | Margarita Dominguez Cabezas    | Spagna      | 5:29:42.0   |
| 9    | Silvie Rybarova                | Rep. Ceca   | 5:29:51.3   |
| 10   | Cecilia Biagioli               | Argentina   | 5:29:58.7   |
| 11   | Maria Bulakhova                | Russia      | 5:34:21.2   |
| 12   | Karla Sitic                    | Croazia     | 5:37:49.8   |
| 13   | Esther Nunez Morera            | Spagna      | 5:38:09.6   |
| 14   | Tash Harrison                  | Australia   | 5:53:35.4   |
| 15   | Cao Shiyue                     | Cina        | 5:54:21.9   |
| 16   | Sun Minjie                     | Cina        | 5:55:16.3   |
| 17   | Nika Kozamernik                | Slovenia    | 6:00:43.8   |
| –    | Jana Pechanová                 | Rep. Ceca   | ritirata    |
| –    | Zaira Edith Cardenas Hernandez | Messico     | ritirata    |
| –    | Antje Mahn                     | Germania    | ritirata    |
| –    | Claire Thompson                | Stati Uniti | ritirata    |
| –    | Linsy Heister                  | Paesi Bassi | non partita |
| –    | Haley Anderson                 | Stati Uniti | non partita |